# ARM Cortex-A76
El ARM Cortex-A76 es una microarquitectura que implementa el ARMv8.2-A de 64 bits diseñado por el centro de diseño de ARM Holdings de Austin. ARM afirma un aumento del 25% y del 35% en el rendimiento de los enteros y de la coma flotante, respectivamente, respecto a un Cortex-A75 de la generación anterior.

## Diseño
El Cortex-A76 sirve como sucesor del ARM Cortex-A73 y del ARM Cortex-A75, aunque basado en un diseño de hoja limpia. 
El front-end del Cortex-A76 es un fuera de orden de decodificación a 4 bandas. superescalar. Puede obtener 4 instrucciones por ciclo. Y renombrar y despachar 4 Mops, y 8 µops por ciclo. El tamaño de la ventana fuera de orden es de 128 entradas. El backend es de 8 puertos de ejecución{ con una profundidad de pipeline de 13 etapas y las latencias de ejecución de 11 etapas.
El núcleo soporta sin privilegio de 32 bits, pero las aplicaciones privilegiadas deben utilizar la ARMv8-A de 64 bits. ISA. También admite instrucciones Load acquire (LDAPR) (ARMv8.3-A), instrucciones Dot Product (ARMv8.4-A), el bit PSTATE Speculative Store Bypass Safe (SSBS) y las instrucciones de barreras de especulación (CSDB, SSBB, PSSBB) (ARMv8.5-A).
El ancho de banda de la memoria se ha incrementado en un 90% en relación con el A75. Según ARM, se espera que el A76 ofrezca el doble de rendimiento que un A73 y está dirigido más allá de las cargas de trabajo móviles. El rendimiento está dirigido a la "clase de portátiles", incluidos los dispositivos Windows 10, competitive with Intel's Kaby Lake.
Los Cortex-A76 son compatibles con la tecnología ARM's DynamIQ, que se espera que se utilicen como núcleos de alto rendimiento cuando se usen en combinación con núcleos de bajo consumo Cortex-A55.

### Neoverse N1
El 20 de febrero de 2019, Arm anunció la microarquitectura Neoverse N1 (llamada en código Ares) basada en el Cortex-A76 rediseñado para aplicaciones de infraestructura/servidor. El diseño de referencia admite hasta 64 o 128 núcleos Neoverse N1.
Cambios notables respecto al Cortex-A76:
- I-cache coherente y D-cache con uso de LD de 4 ciclos.
- Caché L2: 512-1024 kB por núcleo
- Interconexión en malla en lugar de 1-4 núcleos por clúster

## Licencia
El Cortex-A76 está disponible como Núcleo SIP para los licenciatarios, y su diseño lo hace adecuado para la integración con otros núcleos SIP (por ejemplo, GPU, controlador de pantalla, DSP, procesador de imágenes, etc.) en un die que constituye un sistema en un chip (SoC).

## Uso
El Cortex-A76 se utilizó por primera vez en el HiSilicon Kirin 980.
ARM también ha colaborado con Qualcomm para una versión semipersonalizada del Cortex-A76, utilizada dentro de su gama alta Kryo 495 (Snapdragon 8cx)/Kryo 485 (Snapdragon 855 y 855 Plus), y también en su gama media Kryo 460 (Snapdragon 675) y Kryo 470 (Snapdragon 730). Una de las modificaciones que hizo Qualcomm fue aumentar el búfer de reordenación para incrementar el tamaño de la ventana fuera de orden.
También se utiliza en la Exynos 990 y en el Exynos Auto V9. Y los MediaTek Helio G90/G90T y Dimensity 800 y Dimensity 820. Y los HiSilicon Kirin 985 5G y Kirin 990 4G/990 5G/990E 5G.
El Cortex-A76 puede encontrarse en el Snapdragon 855 como Big-core.